# Compatible Discrete 4

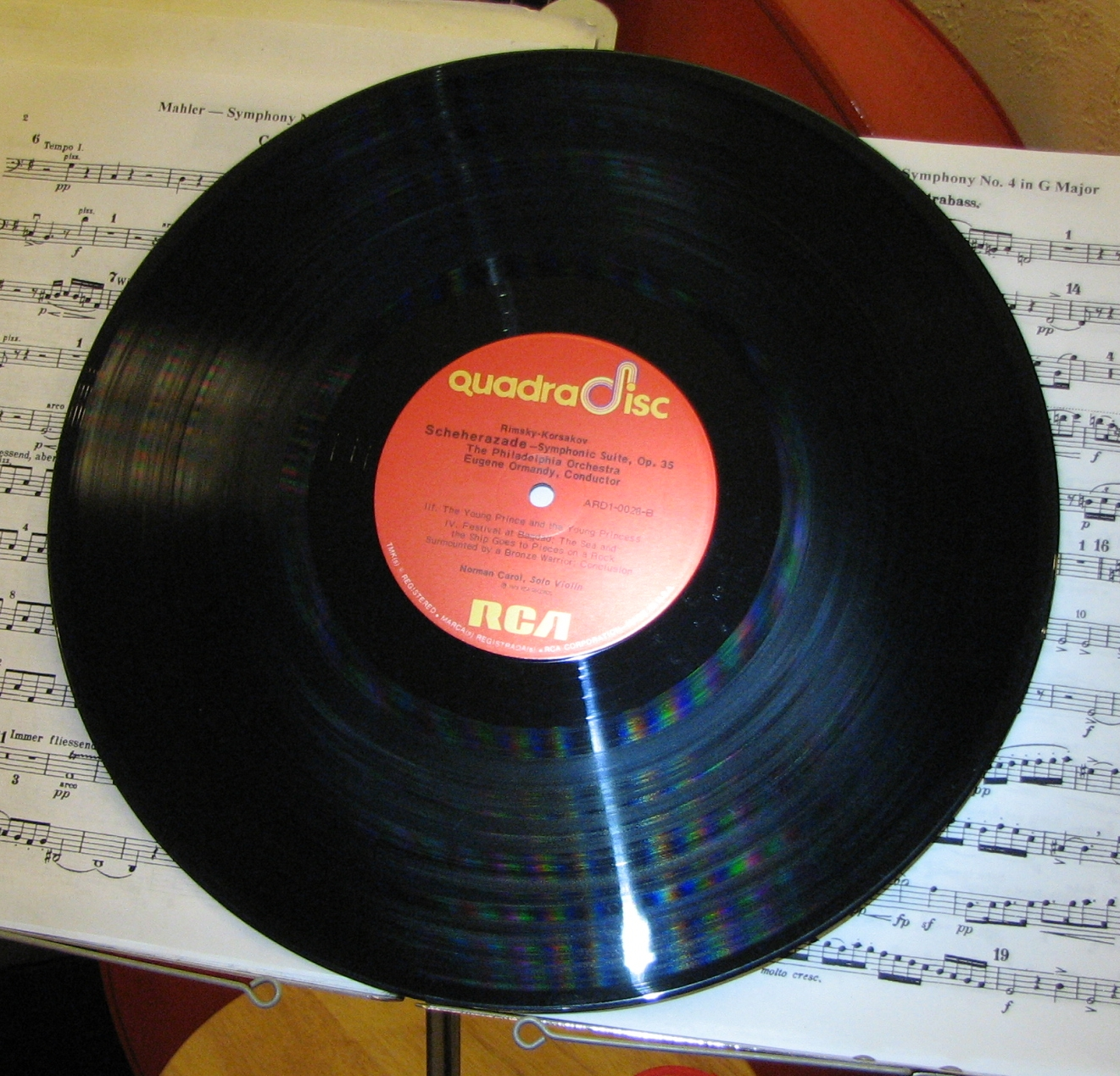
Una grabación Quadradisc del sello RCA. Las franjas de color alrededor de los reflejos son causadas por la señal ultrasónica que contiene la información de diferencia utilizada para separar los cuatro canales

Compatible Discrete 4, también conocido como Quadradisc o CD-4 (que no debe confundirse con el disco compacto) era un sistema cuadrafónico discreto de cuatro canales para discos fonográficos. El sistema fue creado por JVC y RCA en 1971 e introducido en mayo de 1972. Muchas grabaciones que utilizan esta tecnología se lanzaron en LP durante la década de 1970.

## Historia
Después de JVC y RCA, importantes compañías discográficas adoptaron este formato, como A&M, Arista, Atlantic, Capricorn, Elektra, Fantasy, Nonesuch, Reprise y Warner Bros.
Este fue el único sistema de grabación fonográfica cuadrafónica discreta que obtuvo una gran aceptación en la industria. Más tarde, Denon (Nippon Columbia) introdujo un sistema competidor, el UD-4.
En los sistemas cuadrafónicos discretos, los cuatro canales permanecen completamente independientes entre sí a lo largo de toda la cadena de grabación y reproducción. No hay una mezcla de canales como se hace en los sistemas de decodificadores matriciales de 4 canales como Stereo Quadraphonic (SQ) y QS Regular Matrix.
La tecnología CD-4 fue responsable de importantes mejoras en la tecnología de los fonógrafos estereofónicos. Estas mejoras incluyeron cápsulas fonocaptoras con mayor rendimiento, menores niveles de distorsión, rango de frecuencia más amplio y nuevos compuestos de vinilo para discos, como el "Supervinyl" de JVC, que era más duradero que los materiales convencionales, y el Q-540, que era altamente antiestático.

## Equipo
La reproducción exitosa de CD-4 en 4 canales requiere una cápsula fonográfica que pueda reproducir señales portadoras en el rango de alta frecuencia que se extiende mucho más allá de la audición humana normal. Las cápsulas CD-4 son más críticas en los requisitos de configuración que las que se utilizan para discos estéreo y para UD-4. Esto se debe a que los discos estéreo que no tienen señales portadoras y la frecuencia de las señales portadoras utilizadas en CD-4 son más altas que las que se encuentran en el sistema UD-4.
Las cápsulas fonocaptoras con un rango de frecuencia muy alto eran raras en la década de 1970, pero se hicieron mucho más comunes en años posteriores. Solo mediante el uso de una aguja de punta elíptica, la cápsula puede reproducir con precisión el rango extendido necesario. Esta aguja se suele comercializar como tipo "Shibata", "Line Contact" o "Micro Ridge". Por el contrario, una aguja estándar cónica tiene menos área de contacto con el surco del disco.
La reproducción de CD-4 en cuatro canales también requiere un demodulador especial. Estos demoduladores no se han vendido comercialmente desde la década de 1970. A menudo se construían como componentes independientes. Sin embargo, algunos receptores y/o amplificadores de audio construidos en la década de 1970 incluían el demodulador CD-4 como función incorporada, junto con la radio FM y los circuitos de amplificador.
Un sistema CD-4 típico de alto rendimiento incluiría un tocadiscos con una cápsula fonográfica compatible con CD-4, un demodulador CD-4, un amplificador (o receptor) de cuatro canales y cuatro altavoces idénticos de rango completo.
Los discos codificados en CD-4 también eran compatibles con los sistemas de reproducción estéreo de dos canales convencionales. En el modo estéreo, los cuatro canales de música se pueden escuchar a través de dos altavoces. No se requiere equipo especializado para la reproducción estéreo.

## Funcionamiento
En pocas palabras, CD-4 consta de cuatro señales grabadas (izquierda y derecha, y cada una delante y detrás; abreviado en inglés por las iniciales LF, LB, RB, RF) que utilizan una matriz de codificación similar a la multiplexación estéreo de radiodifusión de FM.
En el sistema CD-4, el audio cuadrafónico se dividió en canales izquierdo y derecho, grabados ortogonalmente en el plano vertical del surco del disco, que es el caso del estéreo normal. La pista de grabación de CD-4 es más amplia que una pista estéreo convencional, por lo que el tiempo de reproducción es menor que el de una grabación estéreo convencional.
Las frecuencias de audio (20 Hz hasta 15 kHz), a menudo denominadas como el canal de suma, contenía la suma de las señales del lado frontal izquierdo más el trasero izquierdo en el canal izquierdo; y la suma de las señales del lado frontal derecho más el trasero derecho en el canal derecho. En otras palabras, considerando solo las frecuencias de audio, el registro parece tener una grabación estéreo ordinaria.
Junto con el audio, se grababa una onda portadora a 30 kHz en cada pared del surco. La portadora de cada lado llevaba la señal de diferencia para ese lado. Esta es la información que permitía que una señal combinada se pudiera dividir en dos señales separadas. La portadora izquierda contendría la señal del frontal izquierdo menos la del trasero izquierdo, y la portadora derecha contendría la señal del frontal derecho menos la del trasero derecho. Estas señales de audio se modulaban en las portadoras utilizando una técnica especial FM-PM-SSBFM (modulación de frecuencia - modulación de fase - modulación de frecuencia de banda lateral única), con un rango de frecuencia portadora extendido de 18 kHz hasta 45 kHz para los canales izquierdo y derecho.
La suma y resta algebraica de las señales suma y diferencia produciría una reproducción cuadrafónica discreta y compatible.
La matriz de codificación / decodificación del sistema CD-4:
| Canal cuadrafónico |   | Canal de suma |   | Canal de diferencia |
| ------------------ | - | ------------- | - | ------------------- |
| Frontal izquierdo  | = | LF + LB       | + | LF − LB             |
| Trasero izquierdo  | = | LF + LB       | − | LF − LB             |
| Frontal derecho    | = | RF + RB       | + | RF − RB             |
| Trasero derecho    | = | RF + RB       | − | RF − RB             |

Nota: abreviaturas en inglés Left (izquierda); Right (derecha); Front (frontal); y Back (trasero)

## Quadracast
También había un sistema de radio FM similar llamado Quadracast. Pero el CD-4 (y el audio cuadrafónico en general) no alcanzaron un éxito masivo debido a la aprobación tardía de la Comisión Federal de Comunicaciones de EE. UU. de la transmisión cuadrafónica de FM.